# Francesco Anselmo
Francesco Anselmo, noto anche con lo pseudonimo di Lee Selmoco (Torino, 25 aprile 1932), è un pianista, arrangiatore, direttore d'orchestra, compositore e produttore discografico italiano.
In alcune incisioni ha usato un ulteriore pseudonimo, Dorsey Dodd.

## Biografia
Spinto dalla famiglia, si iscrive al Conservatorio Giuseppe Verdi di Torino, dove si diploma in pianoforte; prima ancora di terminare gli studi, però, inizia a suonare nel 1948 con l'orchestra del dopolavoro dei tranvieri del suo quartiere, Borgo San Paolo.
Agli inizi degli anni cinquanta conosce il direttore d'orchestra e violinista Armando Sciascia, ed entra nel suo complesso di ballo, con cui si esibisce in tutta Europa fino al 1954.
L'anno successivo decide di entrare nell'orchestra di Gastone Parigi, con cui resterà fino al 1964 e in cui inizia l'attività di arrangiatore.
Quando Sciascia fonda la casa discografica Vedette offre ad Anselmo la direzione artistica dell'etichetta, e il musicista torinese seguirà gli artisti della casa discografica, come l'Equipe 84, Gian Pieretti e i Pooh, firmando anche alcune musiche del repertorio di questi artisti (anche fungendo da prestanome per quelli di loro non ancora iscritti alla SIAE), usando anche lo pseudonimo  Selmoco (ottenuto con le sillabe finali del cognome e la finale del nome).
Lavora con la Vedette per più di vent'anni, anche durante il cambiamento di denominazione in Editoriale Sciascia, e incide per l'etichetta Phase 6 Super Stereo (sottoetichetta della Vedette specializzata in musica strumentale e sonorizzazioni) alcuni album, usando molti pseudonimi: Alex Brown, Dorsey Dodd, Lee Selmoco, Peter Hamilton, Pinto Varez, Peter Dracula, Arsenio Bracco.
Dagli anni settanta diventa il pianista ufficiale del Quartetto Cetra, accompagnandolo fino al termine dell'attività musicale; forma poi un trio con il batterista e cantante Michele Di Palma e con il bassista Anselmo di Gioia, con cui si esibisce dal vivo.

## Discografia

### Discografia solista

#### Album
- 1968 - Pinto Varez - Motivi al Volante (Vedette VSM 38532)[1]
- 1969 - Pinto Varez - Musica sotto il sombrero (Phase 6 Super Stereo VPAS 868)
- 1969 - Dorsey Dodd - Intimità (Phase 6 Super Stereo VPAS 874)
- 1970 - Dorsey Dodd e Peter Hamilton - Cinema festival (Phase 6 Super Stereo VPAS 881)
- 1970 - Pinto Varez & The Green Future - Uncle Jim (Vedette VSM 38541)[2]
- 1970 - Pinto Varez Orchestra - Honey Rhythm and Butter (Phase 6 Super Stereo VPAS 887)[3]
- 1971 - Notturno, con l'Orchestra Armando Sciascia (Phase 6 Super Stereo VPAS 888)
- 1972 - Dorsey Dodd e Peter Hamilton - Mirage (Phase 6 Super Stereo VPAS 898)
- 1973 - Orchestra Francesco Anselmo - Napoli in musica (Phase 6 Super Stereo VPAS 908)
- 1973 - Orchestra Francesco Anselmo - Carrellata film themes vol. 13 (Phase 6 Super Stereo VPAS 932)
- 1975 - Pinto Varez Orchestra - Caliente (Phase 6 Super Stereo VPAS 936)[4]
- 1977 - Alex Brown - Music maestro please! (Phase 6 Super Stereo VPAS 947)

#### Singoli
- 1966 - Karthoum/Un uomo una donna (Vedette VVN 33125)
- 1971 - Here's to you/Djamballà (Phase 6 Super Stereo VVN 33214; come Dorsey Dodd, insieme a Leonie Grace)

### Produzioni
- 1966 - Pooh - Per quelli come noi

### Arrangiamenti
- 1965 - Equipe 84 - Equipe 84
- 1966 - Pooh - Per quelli come noi
- 1967 - Tina Polito - Piangi cerca e ridi/I 5 orsacchiotti
- 1967 - Gian Pieretti - Pietre/Via con il tempo
- 1969 - Pooh - Memorie
- 1971 - Nando Gazzolo - Dimmi ancora "Ti voglio bene"/La bamba

### Canzoni scritte per altri[5]
| Anno | Titolo                                    | Autori del testo                       | Autori della musica  | Interpreti e incisioni                                                 |
| ---- | ----------------------------------------- | -------------------------------------- | -------------------- | ---------------------------------------------------------------------- |
| 1966 | Uomini uomini                             | Roby Crispiano e Giuseppe Piccolo      | Francesco Anselmo    | Roby Crispiano (45 giri Uomini uomini/Solo io e te)                    |
| 1966 | Solo io e te                              | Roby Crispiano                         | Francesco Anselmo    | Roby Crispiano (45 giri Uomini uomini/Solo io e te)                    |
| 1966 | Quando ritorno al mio paese               | Roby Crispiano e Giuseppe Piccolo      | Francesco Anselmo    | Roby Crispiano (45 giri Quando ritorno al mio paese/Il messaggio       |
| 1966 | Il messaggio                              | Roby Crispiano                         | Francesco Anselmo    | Roby Crispiano (45 giri Quando ritorno al mio paese/Il messaggio       |
| 1966 | L'antisociale                             | Pantros                                | Francesco Anselmo    | Equipe 84 (45 giri Un giorno tu mi cercherai/L'antisociale)            |
| 1966 | Per quelli come noi                       | Pantros                                | Francesco Anselmo    | Pooh (album Per quelli come noi)                                       |
| 1966 | Uomini uomini                             | Roberto Castiglione                    | Francesco Anselmo    | Roby Crispiano (45 giri Uomini uomini/Solo io e te)                    |
| 1966 | Solo io e te                              | Roberto Castiglione e Giuseppe Piccolo | Francesco Anselmo    | Roby Crispiano (45 giri Uomini uomini/Solo io e te)                    |
| 1966 | La solita storia                          | Pantros                                | Francesco Anselmo    | Pooh (album Per quelli come noi)                                       |
| 1966 | Non la fermare                            | Pantros                                | Francesco Anselmo    | Pooh (album Per quelli come noi)                                       |
| 1966 | La vostra libertà                         | Pantros                                | Francesco Anselmo    | Pooh (album Per quelli come noi)                                       |
| 1966 | Brennero '66                              | Pantros                                | Francesco Anselmo    | Pooh (album Per quelli come noi)                                       |
| 1966 | Sono l'uomo di ieri                       | Pantros                                | Francesco Anselmo    | Pooh (album Per quelli come noi)                                       |
| 1967 | A piedi scalzi                            | Roberto Castiglione                    | Francesco Anselmo    | Roby Crispiano (45 giri A piedi scalzi/Se potessi essere il vento)     |
| 1967 | Cose di questo mondo                      | Pantros                                | Francesco Anselmo    | Pooh (45 giri Nel buio/Cose di questo mondo)                           |
| 1968 | Il tempio dell'amore                      | Pantros                                | Lee Selmoco          | Pooh (album Contrasto)                                                 |
| 1968 | Il buio mi fa paura (quando vien la sera) | Pantros                                | Francesco Anselmo    | Pooh (album Contrasto)                                                 |
| 1968 | C'è l'amore negli occhi tuoi              | Pantros                                | Francesco Anselmo    | Pooh (album Contrasto)                                                 |
| 1969 | Io e il vagabondo                         | Stefano Rossi                          | Lee Selmoco          | L'Arca di Noè (singolo Io e il vagabondo/La bambina di piazza Cairoli) |
| 1970 | Il tempo di pietra                        | Giuseppe Cassia                        | Lee Selmoco e Erreci | Free love (singolo Sandy/Il tempo di pietra)                           |
| 1970 | Quel tram numero tale                     | Mauro Bertoli                          | Lee Selmoco          | Soluzione due (singolo Fulminato/Quel tram numero tale)                |